# Higher Ground (musikgrupp)
Higher Ground är ett svenskt rockband från Sandviken som bildades 1994. Gruppen består av Peter Lindberg sång, Niklas Hammarberg gitarr, Petter Eriksson bas, Ulf Merkell keyboard och Erik Pettersson trummor. 1997 släpptes EP:n Keep on Walkin på det engelska bolaget ProActive Records. Debutalbumet Perfect Chaos påbörjades under 1998 och en musikvideo till singeln “Ghost in My Head” filmades i London i slutet av 1999. Albumet släpptes i maj 2000. 2004 släpptes albumet A Thousand Pieces på det tyska skivbolaget AOR Heaven. 2009 gavs samlingsalbumet 13 Tracks ut på bolaget Speechless Music Production. Under slutet av 2010 började bandet arbeta på albumet Gravity där ”Missing You” släpptes som första singel 2012. Albumet Gravity släpptes 2013 på bolaget Speechless Music Production. 

## Medlemmar
- Peter Lindberg – sång
- Niklas Hammarberg – gitarr
- Petter Eriksson – basgitarr
- Ulf Merkell – keyboard
- Erik Pettersson – trummor

## Diskografi
Studioalbum
- 2000 – Perfect Chaos
- 2004 – A Thousand Pieces
- 2013 – Gravity

EP
- 1997 – Keep on Walkin'
- 2021 - Revisited & Remixed

Singlar
- 2000 – "Ghost in My Head"
- 2012 – "Missing You"

Samlingsalbum
- 2009 – 13 Tracks